# Peter och Petra (film)
Peter och Petra är en svensk barnfilm från 1989, i regi av Agneta Elers-Jarleman. Filmen bygger på novellen Peter och Petra som ingår i samlingen Nils Karlsson Pyssling och har bland annat visats på SVT som TV-serie.

## Handling
I Gunnars klass börjar det en dag två pysslingar, Peter och Petra, som bor under en rot i Vasaparken.

## Rollista
- Joshua Petsonk – Gunnar
- Calle Torén – Peter
- Ebba Sojé-Berggren – Petra
- Babben Larsson – Gunnars mamma
- Per Eggers – Gunnars pappa
- Anna Carlson – pysslingmamma
- Ann Petrén – skolfröken
- Björn Gedda – vaktmästaren
- Birgitta Valberg – mormodern

## Produktion
Filmen är producerad av Svensk Filmindustri och Sveriges Television Kanal 1 Drama som i slutet av 1980-talet producerade en serie halvtimmeslånga filmatiseringar baserade på kortare berättelser av Astrid Lindgren. Peter och Petra var den enda i den serien som blev en långfilm.